# Scot Shields
Pour les articles homonymes, voir Shields.
Robert Scot Shields, né le 22 juillet 1975 à Fort Lauderdale (Floride) aux États-Unis, est ancien un joueur américain de baseball ayant évolué en Ligue majeure de baseball avec les Angels de Los Angeles d'Anaheim de 2001 à 2010. Sélectionné en équipe des États-Unis pour les deux premières éditions de la Classique mondiale de baseball en 2006 et 2009, il remporte la Série mondiale en 2002 avec les Angels.

## Biographie
Étudiant à la Lincoln Memorial University, Scot Shields est drafté le 3 juin 1997, par les Angels de Los Angeles. 
Il débute en Ligue majeure le 26 mai 2001. Il participe à un match de la Série mondiale 2002 qui s'achève par une victoire pour les Angels.
Sélectionné en équipe des États-Unis, il prend part aux deux premières éditions de la Classique mondiale de baseball, en 2006 et 2009.